# 志愿警察
志愿警察（英語：Special constable）是在一些英联邦国家警察部门设置的辅助或兼职执法人员。
他们是警察的后备人员，平日通常有其他正职，与一般人无异，在业余时间义务执行警察任务，执勤时穿著制服，则与正规警察有相同权力，并领取象征性的补助金。